# Propithecus tattersalli
Propithèque de Tattersall, Propithèque à couronne dorée
Espèce
Statut de conservation UICN

 CR A2acd+4acd : 
En danger critique
Statut CITES
Le Propithèque de Tattersall, ou Sifaka de Tattersall ou encore Propithèque à couronne dorée (Propithecus tattersalli) est un lémurien de la famille des indridés.

## Comportement
Comme toutes les espèces du genre Propithecus, le Propithèque à couronne dorée vit en groupe social de 2 à 9 individus avec une femelle et un mâle dominants qui sont théoriquement les seuls à se reproduire. Les jeunes mâles quittent leur groupe natal pour rejoindre d'autres groupes à la période de reproduction (février-mars). Chaque année, la femelle dominante donne naissance fin juillet - début août à un petit qui restera cramponné à sa mère jusqu'en janvier de l'année suivante.

## Répartition

Répartition de l'espèce à Madagascar.

Son aire de distribution est limitée à la région Loky-Manambato (ou région de Daraina) au nord-est de Madagascar (dans l'arrière-pays de Vohémar).

## Étymologie et appellations
Le nom scientifique du Propithèque à couronne dorée, Propithecus tattersalli, est dédié à Ian Tattersall qui fut le premier à apercevoir l'espèce en 1974. Son nom malgache est « Akomba Malandy ».

## Population et conservation
L'orpaillage, les feux de forêts, la coupe sélective de bois pour l'usage quotidien des communautés, l'élevage extensif de zébus sont autant de pressions anthropiques à l'origine de la diminution des effectifs de cette espèce dont l'habitat est fortement fragmenté.
Ce Sifaka était inclus dans l'édition 2000 de la liste des 25 espèces de primates les plus menacées de la planète.